# Simboli di Venezia
I simboli di Venezia sono tutti quei simboli che identificano la città di Venezia. Lo stemma, il gonfalone e la bandiera adottati ufficialmente il comune di Venezia hanno un'iconografia è ispirata a quella impiegata dall'antica Repubblica di Venezia, il cui simbolo più iconico è rappresentato dal Leone di San Marco.

## Simboli ufficiali

### Stemma

Stemma di Venezia

La Repubblica di Venezia non codificò mai il proprio stemma e lo stemma con il leone di San Marco variava molto. Il 15 dicembre 1879 il comune adottò uno stemma codificato come: "Lo stemma del Comune di Venezia viene stabilito in uno scudo azzurro col Leone posto in maestà, ossia di fronte, a lato e nimbato d'oro, tenente nelle branche un libro aperto del medesimo metallo, in cui sarà scolpito in lettere nere il motto: PAX TIBI MARCE EVANGELISTA MEUS, quale trovasi dipinto nella tavola n. 2 annessa alla presente relazione".
La codificazione dei simboli cittadini avvenne anche il 1º maggio 1942.
La Giunta municipale di Venezia incaricò, con delibera n. 1064 del 30 marzo 1995, lo storico Mario De Biasi e l'araldista Giorgio Aldrighetti "di definire il nuovo stemma, gonfalone, bandiera e sigillo per la Città". Il loro studio fu adotto dalla giunta all'unanimità il 24/25 giugno 1996. Con decreto del presidente della Repubblica 6 novembre 1996, si stabiliva lo stemma e il gonfalone della città. Invece di essere timbrato dalla corona muraria delle città italiane, lo stemma di Venezia è timbrato dal corno dogale, in virtù della millenaria repubblica, in accordo all'art. 94 del R. D. 7 giugno 1943, n. 652, che così recita: "Gli Enti morali possono fregiare la loro arma ed insegna con quelle corone speciali, delle quali si proverà la concessione e il possesso legale". Similmente, la forma dello scudo non è quella tipica dei comuni italiani, ma quello tradizionale in uso a Venezia.
Lo scudo di forma veneta sarà timbrato dal corno dogale.»
(Decreto del presidente della Repubblica 6 novembre 1996.)

### Gonfalone

Il gonfalone della città di Venezia

Con decreto del presidente della Repubblica 6 novembre 1996, si stabiliva lo stemma e il gonfalone della città.
(Decreto del presidente della Repubblica 6 novembre 1996.)

### Bandiera
La prima bandiera ufficiale della città di Venezia fu approvata dal consiglio comunale il 15 dicembre 1879 e consisteva nel tricolore caricato dello scudo sabaudo e nel terzo superiore del drappo verde presentava un quadretto rosso contenente il leone marciano con la spada e il libro. Una nuova bandiera fu ordinata con il Decreto del Capo del Governo 1º maggio 1942 e ricalcava la precedente però diminuendo la dimensione del quadretto e togliendo la spada al leone. Con la fine della guerra la bandiera fu di fatto abbandonata e al suo posto sventolò una bandiera codata, inalberata per la prima volta il 30 aprile 1922 per iniziativa popolare. Il 30 marzo 1995, il comune incaricava poi lo storico Mario De Biasi e l'araldista Giorgio Aldrighetti di rifare una nuova bandiera per Venezia così con il decreto del presidente della Repubblica dell'8 gennaio 1997, con il quale si stabilì l'attuale foggia della bandiera e del sigillo della città di Venezia.
(Decreto del presidente della Repubblica 8 gennaio 1997.)

(1879 - 1942)
(1942 - 1947)
(1922 - 1997)
(1997 - presente)